# لیو رنوانگ
لیو رنوانگ (انگلیسی: Liu Renwang؛ زادهٔ ۲۲ ژوئیهٔ ۱۹۸۶) جودوکار اهل چین است. وی در بازی‌های المپیک تابستانی ۲۰۰۸ شرکت کرده‌است.